# Albert Guðmundsson (football, 1923)
Pour les articles homonymes, voir Guðmundsson et Albert Guðmundsson.
Albert Sigurdur Guðmundsson est un footballeur islandais né le 5 octobre 1923 à Reykjavik (Islande) et mort le 7 avril 1994. Premier joueur islandais de l'histoire à passer professionnel, il a été milieu de terrain principalement au RC Paris et dans divers clubs d'Europe.
Il est le père de Ingi Björn Albertsson, le grand-père de Kristbjörg Helga Ingadóttir et l'arrière-grand-père d'Albert Guðmundsson, international espoirs qui, en 2015/2016, évolue au PSV Eindhoven.

## Biographie

### Carrière de footballeur

#### En club
Albert Guðmundsson est un pionnier du football islandais. Il commence le football à Reykjavik, et part à l'étranger dès 1944 pour ses études. Il continue néanmoins la pratique du football, en s'engageant avec les Glasgow Rangers.
Il ne s'éternise cependant pas en Écosse et prend la direction de l'Angleterre, et plus précisément d'Arsenal, dont il sera le deuxième joueur non originaire des Îles Britanniques à porter le maillot.
Mais il n'obtient pas de permis de travail, et ne peut donc évoluer en professionnel avec le club londonien.
Il se dirige alors vers la France, au FC Nancy, même si dans un premier temps le RC Paris tenait la corde. En signant professionnel dans le club lorrain, il devient le premier footballeur professionnel islandais. Le FC Nancy atteint cette année-là les demi-finales de la Coupe de France 1948.
Après une bonne saison en France, c'est l'Milan AC qui le recrute. Aux côtés notamment de Gunnar Nordahl, il jouera 14 matchs de série A pour les Rossoneri, avant de se casser le genou lors d'un match face à la Lazio.
Il rompt alors son contrat avec le Milan, et s'engage en faveur du RC Paris, puis de l'OGC Nice.
Avec le club parisien, il est titulaire lors de la finale de la Coupe de France 1950. Mais le club de la capitale s'incline face au Stade de Reims des Sinibaldi, Jonquet, Marche, Batteux et consorts.
Il retourne en Islande a trente ans, retrouvant le club qui l'a vu débuter, le Valur Reykjavik. Il terminera finalement sa carrière au sein du club d'Hafnarfjörður, l'IBH, fusion du FH et de Haukar.

#### En sélection
En 1947, Albert fut le premier buteur de l'histoire de sa sélection, lors d'une défaite 4 buts à 2 contre la Norvège où il inscrit un doublé.
Auparavant, il participe au premier match officiel de l'Islande face au Danemark (vainqueur 3-0), le 17 juillet 1946.
Il côtoie une autre figure importante du football islandais, Karl M Guðmundsson, et comptera finalement six capes avec son pays.

### Carrière en politique
Après sa carrière de joueur, il est resté très lié au football islandais. 
En effet, il fut président de la Fédération islandaise de football, la KSI, de 1968 à 1973. 
En 2010, une statue pour lui rendre hommage a été érigée devant le siège de la fédération.
Il a ensuite exercé des responsabilités politiques : conseiller municipal, député islandais, puis ministre des finances ainsi que ministre de l'industrie. 
Il est candidat malheureux à l'élection présidentielle de 1980, que remporte Vigdís Finnbogadóttir. 
Connaissant bien la France en raison de son parcours de footballeur, Albert Guðmundsson est ambassadeur d'Islande à Paris de 1989 à 1993.

## Palmarès
- RC Paris
  - Finaliste de la Coupe de France 1950

### Sources
- Marc Barreaud, Dictionnaire des footballeurs étrangers du championnat professionnel français (1932-1997), L'Harmattan, 1997